# Charles O'Brien de Thomond
Pour les autres membres de la famille, voir Famille O'Brien.
Charles O’Brien de Clare de Thomond (17 mars 1699 – Montpellier, 9 septembre 1761), est un militaire français, maréchal de France. 6e vicomte de Clare (en), il était appelé 9e comte de Thomond (depuis 1741) sans porter le titre.

## Biographie
Issu d’une très ancienne et illustre famille irlandaise descendant du roi d’Irlande, Brian Boru, il fut d’abord connu sous le nom de Mylord, vicomte de Clare, puis sous celui de comte de Thomond — qui est l’ancienne dénomination du comté de Clare — en 1741 à la mort de son arrière-cousin Henry, 8e comte de Thomond, resté en Irlande. Il était neveu du duc Jacques Fitz-James de Berwick et fils de Charles O'Brien 5e vicomte de Clare, qui avait fui l'Irlande à la fin du XVIIe siècle, mettant son régiment au service de la France et était mort à la tête de celui-ci à la sanglante bataille de Ramillies en 1706.
Dans sa jeunesse, le roi George Ier lui aurait proposé, à la demande de Henry 8e comte de Thomond, de revenir en Irlande et de récupérer ses biens, sous réserve de se convertir au protestantisme, ce qu'il refusa et resta en France. En 1718, il était colonel du régiment irlandais de Clare et servit en Espagne sous le maréchal de Berwick aux sièges de Fontarrabie, de Saint-Sébastien, d’Urgell et de Roses. Pendant la guerre de Succession de Pologne, il servit à l’armée du Rhin, prit part au siège de Kehl, puis à celui de Philippsburg. Le boulet qui tua son oncle le maréchal de Berwick devant cette place le blessa lui-même, le 13 juin 1734. 
Maréchal de camp en 1738, il fut chargé pendant la guerre de Succession d'Autriche de la défense de Lintz en 1742. Il passa ensuite sous les ordres du maréchal de Noailles à l’armée du Rhin, et se fit remarquer par son courage lors de la journée de Dettingen contre les Austro-Hanovriens, le 27 juin 1743.
Nommé lieutenant-général en 1744, Thomond fut envoyé en Flandre à l’armée du maréchal de Saxe. Il était au siège de Furnes et commandait à Fontenoy les brigades irlandaises. Il fut blessé à leur tête et contribua à la victoire. Il était nouveau blessé quelques jours plus tard au siège de Tournai.
Il prit part à toutes les actions de cette glorieuse campagne; il était à Rocourt en 1746, à Lauffeld en 1747 et enfin à la prise de Maastricht en 1748, qui mit fin à la guerre. Louis XV le nomma lieutenant général de Normandie, puis gouverneur de Neuf-Brisach.
Le comte de Thomond reçut le bâton de maréchal de France le 24 février 1757, en récompense de quarante années de services de guerre. Il fut la même année nommé commandant en chef dans la province de Languedoc. Résident à Montpellier, il y fut reçu chez les Pénitents blancs en 1757. Il sera élu prieur de la Confrérie en 1759.
En 1758, le comte de Thomond fut élu mainteneur de l'Académie des Jeux floraux.
Il épousa, le 10 mars 1755, Marie-Geneviève-Louise Gaultier de Chiffreville, fille unique du marquis de Chiffreville, lieutenant-général, et de Marie-Geneviève Le Tonnelier de Charmeaux. De son mariage naissent une fille, Charlotte-Antoinette-Marie-Septimanie, le 1er février 1759 à Montpellier, qui épouse Antoine-César de Choiseul-Praslin, et un fils, Charles-Bernard, le 21 août 1761 à Montpellier, qui sert aux armées. 
Il fut enterré dans l'église Notre-Dame des Tables à Montpellier.

## Armoiries
| Figure | Blasonnement |
|        | Selon le père Anselme De gueules, à trois léopards partis d'or et d'argent, l'un sur l'autre. |
|        | Selon Johannes Baptist Rietstap Écartelé: aux 1 et 4, de gueules, à trois léopards partis d'or et d'argent, l'un sur l'autre (O'Bryen) ; au 2, d'argent, à trois piles de gueules, dirigées vers la pointe; au 3, d'or, à un phéon d'azur. |

## Sources
- Biographie trouvée sur "the Peerage.com"
- histoire du clan O'Brien
- dictionnaire des maréchaux de France